# ヨハン・シュナイダー＝アマン
ヨハン・ニクラウス・シュナイダー＝アマン（ドイツ語: Johann Niklaus Schneider-Ammann、1952年2月18日 - ）は、スイスの実業家、政治家。自由民主党所属。2016年のスイス連邦大統領。1999年から国民議会（下院）議員を務めている。

## 経歴

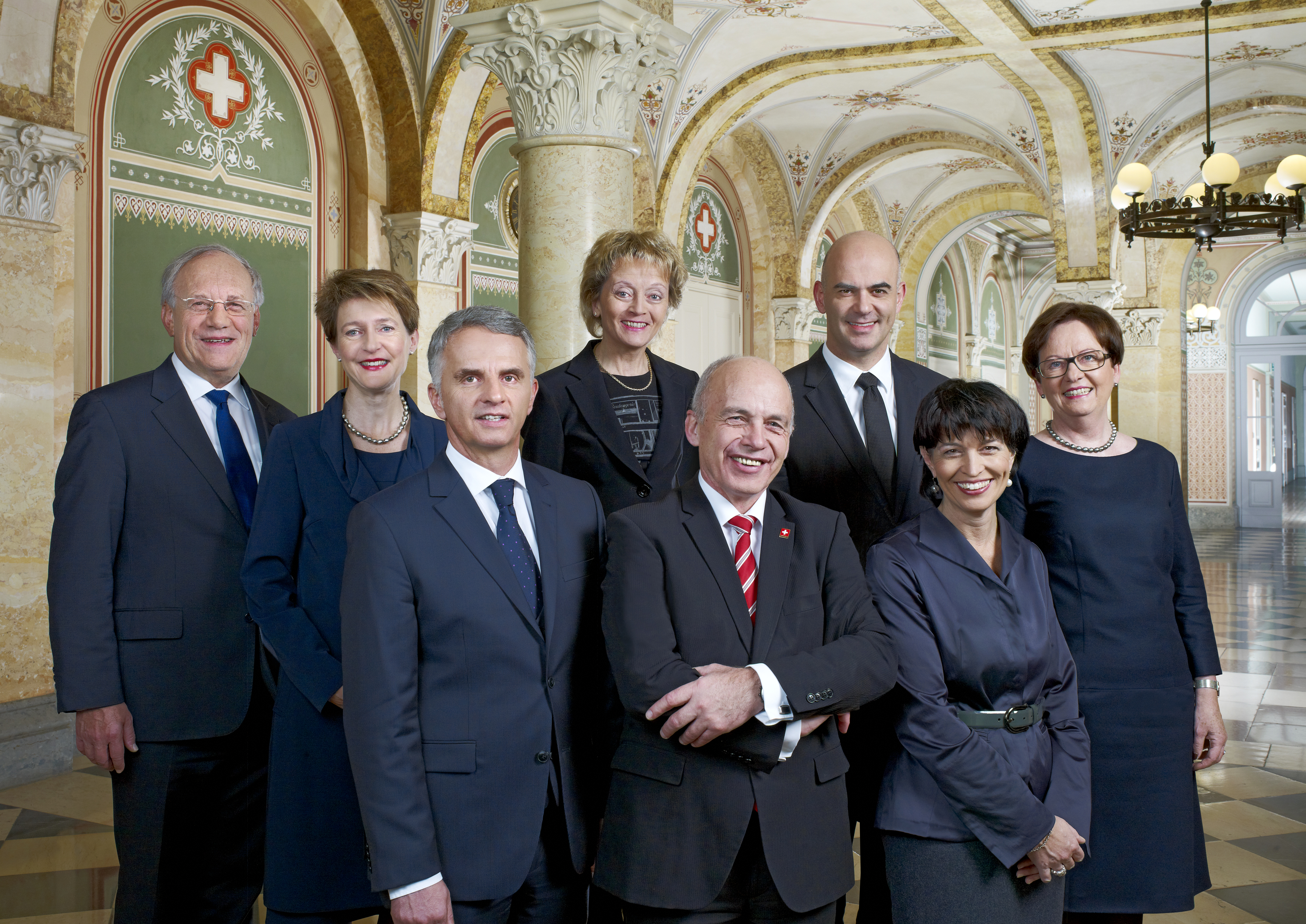
連邦参事会のメンバー7人と連邦事務総長（2012年）。左からシュナイダー＝アマン、シモネッタ・ソマルーガ、ディディエ・ビュルカルテ、エフェリーネ・ヴィドマー＝シュルンプフ、ウエリ・マウラー、アラン・ベルセ、ドリス・ロイトハルト、コリーナ・カサノヴァ連邦事務総長。

ベルン州スミスヴァルトの獣医の家に生まれた。1977年にチューリッヒ工科大学の電気工学科を卒業し、1983年にはフランスのINSEADから経営学の学士号を取得。機械のアマン・グループとスイス企業組合の会長を務め、ヒューマン・キャピタルを重視した経営を行っている。2010年9月22日にはハンス＝ルドルフ・メルツの後任として連邦参事会に加わり、同年11月1日から財務相を務めている。本人はあらかじめ「選出された場合は企業や組合から身を引く」と公言していた。2018年度をもって連邦参事会を退任。